# Міста та містечка штату Гуджарат
Згідно з даними перепису населення 2001 року у штаті Гуджарат зафіксовано 242 міста та 136 містечок. Нижче наведено список усіх міських населених пунктів (міст та містечок) у розрізі округів, а також подано оновлені дані згідно з переписом населення 2011 року (у списку відсутній округ Данг, який станом на 2001 рік включав лише сільське населення).

## ОкругАхмадабад
| Населений пункт      | Статус   | Населення, осіб (2001) | Населення, осіб (2011) |
| -------------------- | -------- | ---------------------- | ---------------------- |
| Ахмадабад            | місто    | 3515361                | 5570585                |
| Ахмедабад-Кантонмент | містечко | 14713                  | -                      |
| Бавла                | місто    | 30851                  | -                      |
| Бопал                | містечко | 12181                  | -                      |
| Вастрал              | місто    | 41925                  | -                      |
| Вастрапур            | містечко | 24438                  | -                      |
| Веджалпур            | місто    | 113304                 | -                      |
| Вірамгам             | місто    | 53095                  | -                      |
| Гота                 | містечко | 13837                  | -                      |
| Гхатлодія            | місто    | 106259                 | -                      |
| Джодхпур             | місто    | 44381                  | -                      |
| Дхандхука            | місто    | 29555                  | -                      |
| Дхолка               | місто    | 53792                  | -                      |
| Калі                 | місто    | 34223                  | -                      |
| Ламбха               | містечко | 16725                  | -                      |
| Макарба              | містечко | 18090                  | -                      |
| Мемнагар             | місто    | 37290                  | -                      |
| Нандедж              | містечко | 7639                   | -                      |
| Рамол                | місто    | 27539                  | -                      |
| Раніп                | місто    | 87573                  | -                      |
| Сананд               | місто    | 32348                  | -                      |
| Саркхедж-Окаф        | місто    | 23086                  | -                      |
| Сінгарва             | містечко | 9884                   | -                      |
| Тхалтедж             | містечко | 42699                  | -                      |
| Чандлодія            | місто    | 56135                  | -                      |

## ОкругАмрелі
| Населений пункт | Статус   | Населення, осіб (2001) | Населення, осіб (2011) |
| --------------- | -------- | ---------------------- | ---------------------- |
| Амрелі          | місто    | 90243                  | 105980                 |
| Багасара        | місто    | 31789                  | -                      |
| Дамнагар        | містечко | 16714                  | -                      |
| Джафрабад       | місто    | 25081                  | -                      |
| Латхі           | місто    | 20964                  | -                      |
| Раджула         | місто    | 32393                  | -                      |
| Саваркундла     | місто    | 73695                  | -                      |
| Чалала          | місто    | 16915                  | -                      |

## ОкругАнанд
| Населений пункт     | Статус   | Населення, осіб (2001) | Населення, осіб (2011) |
| ------------------- | -------- | ---------------------- | ---------------------- |
| Ананд               | місто    | 130462                 | 197351                 |
| Анклав              | місто    | 19805                  | -                      |
| Боріаві             | місто    | 17861                  | -                      |
| Борсад              | місто    | 56541                  | -                      |
| Валлабх-Відх'янагар | місто    | 29260                  | -                      |
| Васна-Борсад        | містечко | 338                    | -                      |
| Віттхал-Удйогнагар  | містечко | 4103                   | -                      |
| Карамсад            | місто    | 28970                  | -                      |
| Кхамбхат            | місто    | 80439                  | -                      |
| Оде                 | місто    | 18454                  | -                      |
| Петлад              | місто    | 51153                  | -                      |
| Умретх              | місто    | 32192                  | -                      |

## ОкругАраваллі
| Населений пункт | Статус   | Населення, осіб (2001) | Населення, осіб (2011) |
| --------------- | -------- | ---------------------- | ---------------------- |
| Малпур          | містечко | 6510                   | -                      |
| Мегхрадж        | містечко | 9891                   | -                      |
| Модаса          | місто    | 54056                  | -                      |

## ОкругБанаскантха
| Населений пункт | Статус   | Населення, осіб (2001) | Населення, осіб (2011) |
| --------------- | -------- | ---------------------- | ---------------------- |
| Амбаджі         | містечко | 13702                  | -                      |
| Діса            | місто    | 83340                  | 111149                 |
| Дханера         | місто    | 22183                  | -                      |
| Канодар         | містечко | 11128                  | -                      |
| Паланпур        | місто    | 110383                 | 127125                 |
| Тхарад          | місто    | 22791                  | -                      |

## ОкругБотад
| Населений пункт | Статус | Населення, осіб (2001) | Населення, осіб (2011) |
| --------------- | ------ | ---------------------- | ---------------------- |
| Ботад           | місто  | 100059                 | 130302                 |
| Гадхада         | місто  | 26751                  | -                      |

## ОкругБхавнагар
| Населений пункт | Статус   | Населення, осіб (2001) | Населення, осіб (2011) |
| --------------- | -------- | ---------------------- | ---------------------- |
| Аланг           | містечко | 18464                  | -                      |
| Бхавнагар       | місто    | 510958                 | 593768                 |
| Вартедж         | містечко | 9703                   | -                      |
| Дхола           | містечко | 8049                   | -                      |
| Гаріадхар       | місто    | 30520                  | -                      |
| Гхогха          | містечко | 10849                  | -                      |
| Катпар          | містечко | 7043                   | -                      |
| Махува          | місто    | 70633                  | -                      |
| Палітана        | місто    | 51934                  | -                      |
| Сіхор           | місто    | 46943                  | -                      |
| Таладжа         | місто    | 26187                  | -                      |

## ОкругБхаруч
| Населений пункт | Статус   | Населення, осіб (2001) | Населення, осіб (2011) |
| --------------- | -------- | ---------------------- | ---------------------- |
| Андада          | містечко | 13506                  | -                      |
| Анклесвар       | місто    | 64952                  | -                      |
| Анклесвар       | містечко | 16288                  | -                      |
| Бхаруч          | місто    | 148391                 | 168729                 |
| Бхаруч          | містечко | 391                    | -                      |
| Джамбусар       | місто    | 38771                  | -                      |
| Мактампур       | містечко | 9245                   | -                      |
| Паледж          | містечко | 10872                  | -                      |

## ОкругВадодара
| Населений пункт                   | Статус   | Населення, осіб (2001) | Населення, осіб (2011) |
| --------------------------------- | -------- | ---------------------- | ---------------------- |
| GSFC-Комплекс                     | містечко | 3036                   | -                      |
| Баджва                            | містечко | 9118                   | -                      |
| Вадодара                          | місто    | 1306035                | 1663703                |
| Вагходія                          | містечко | 961                    | -                      |
| Дабхої                            | місто    | 54930                  | -                      |
| Джавахарнагар (Гуджарат-Рефінері) | містечко | 4666                   | -                      |
| Карачія                           | містечко | 7732                   | -                      |
| Карджан                           | місто    | 26344                  | -                      |
| Нандесарі (І)                     | містечко | 7259                   | -                      |
| Нандесарі (ІІ)                    | містечко | 2815                   | -                      |
| Падра                             | місто    | 35922                  | -                      |
| Петро-Кемікал-Комплекс            | містечко | 7336                   | -                      |
| Ранолі                            | містечко | 11057                  | -                      |
| Тарсалі                           | містечко | 26709                  | -                      |

## ОкругВалсад
| Населений пункт | Статус   | Населення, осіб (2001) | Населення, осіб (2011) |
| --------------- | -------- | ---------------------- | ---------------------- |
| Абрама          | містечко | 21035                  | -                      |
| Атул            | містечко | 5356                   | -                      |
| Валсад          | місто    | 68825                  | 114987                 |
| Валсад          | містечко | 890                    | -                      |
| Вапі            | місто    | 71395                  | 163605                 |
| Вапі            | містечко | 23845                  | -                      |
| Дунгра          | містечко | 24522                  | -                      |
| Дхарампур       | місто    | 19932                  | -                      |
| Мограваді       | містечко | 17520                  | -                      |
| Нанаквада       | містечко | 8339                   | -                      |
| Парді           | місто    | 25241                  | -                      |
| Парнера         | містечко | 10713                  | -                      |
| Сарігам         | містечко | 472                    | -                      |
| Умбергаон (І)   | містечко | 21648                  | -                      |
| Умбергаон (ІІ)  | містечко | 3520                   | -                      |
| Чала            | містечко | 16244                  | -                      |
| Чанод           | містечко | 11958                  | -                      |

## ОкругГандхінагар
| Населений пункт | Статус   | Населення, осіб (2001) | Населення, осіб (2011) |
| --------------- | -------- | ---------------------- | ---------------------- |
| Адаладж         | містечко | 9774                   | -                      |
| Гандхінагар     | місто    | 195891                 | 208299                 |
| Дахегам         | місто    | 38083                  | -                      |
| Калол           | місто    | 100021                 | 112126                 |
| Калол           | містечко | 700                    | -                      |
| Манса           | місто    | 27922                  | -                      |
| Мотера          | містечко | 21150                  | -                      |
| Чандкхеда       | місто    | 55477                  | -                      |
| Чілода (Народа) | містечко | 4457                   | -                      |
| Чхатрал         | містечко | 1679                   | -                      |

## ОкругГір-Сомнатх
| Населений пункт | Статус | Населення, осіб (2001) | Населення, осіб (2011) |
| --------------- | ------ | ---------------------- | ---------------------- |
| Веравал         | місто  | 141207                 | 153696                 |
| Кешод           | місто  | 63253                  | -                      |
| Кодінар         | місто  | 32606                  | -                      |
| Мангрол         | місто  | 55094                  | -                      |
| Уна             | місто  | 51260                  | -                      |

## ОкругДевбхумі-Дварка
| Населений пункт | Статус | Населення, осіб (2001) | Населення, осіб (2011) |
| --------------- | ------ | ---------------------- | ---------------------- |
| Бханвад         | місто  | 19709                  | -                      |
| Дварка          | місто  | 33614                  | -                      |
| Кхамбхалія      | місто  | 36459                  | -                      |

## ОкругДжамнагар
| Населений пункт | Статус   | Населення, осіб (2001) | Населення, осіб (2011) |
| --------------- | -------- | ---------------------- | ---------------------- |
| Аарамбхада      | містечко | 15008                  | -                      |
| Беді            | містечко | 18771                  | -                      |
| Джам-Джодхпур   | місто    | 22651                  | -                      |
| Джамнагар       | місто    | 447734                 | 529308                 |
| Дігвіджайграм   | містечко | 9530                   | -                      |
| Дхрол           | місто    | 23618                  | -                      |
| Калавад         | місто    | 24857                  | -                      |
| Мітхапур        | містечко | 13558                  | -                      |
| Навагам-Гхед    | місто    | 39483                  | -                      |
| Окхапорт        | містечко | 18847                  | -                      |
| Салая           | місто    | 26908                  | -                      |
| Сікка           | містечко | 17699                  | -                      |
| Сураджкараді    | містечко | 16793                  | -                      |

## ОкругДжунагадх
| Населений пункт | Статус | Населення, осіб (2001) | Населення, осіб (2011) |
| --------------- | ------ | ---------------------- | ---------------------- |
| Бантва          | місто  | 15216                  | -                      |
| Вантхалі        | місто  | 15861                  | -                      |
| Вісавадар       | місто  | 18048                  | -                      |
| Джошіпура       | місто  | 28756                  | -                      |
| Джунагадх       | місто  | 168686                 | 320250                 |
| Манавадар       | місто  | 27559                  | -                      |
| Чорвад          | місто  | 21196                  | -                      |

## ОкругДохад
| Населений пункт | Статус   | Населення, осіб (2001) | Населення, осіб (2011) |
| --------------- | -------- | ---------------------- | ---------------------- |
| Девгадбарія     | місто    | 19201                  | -                      |
| Дохад           | місто    | 79185                  | -                      |
| Залод           | місто    | 25090                  | -                      |
| Фріландгундж    | містечко | 16084                  | -                      |

## ОкругКаччх
| Населений пункт | Статус   | Населення, осіб (2001) | Населення, осіб (2011) |
| --------------- | -------- | ---------------------- | ---------------------- |
| Анджар          | місто    | 0                      | -                      |
| Бхачау          | місто    | 0                      | -                      |
| Бхудж           | місто    | 0                      | 147123                 |
| Гандхідхам      | місто    | 0                      | 248705                 |
| Кандла          | містечко | 0                      | -                      |
| Мандві          | місто    | 0                      | -                      |
| Мундра          | містечко | 0                      | -                      |
| Рапар           | місто    | 0                      | -                      |

## ОкругКхеда
| Населений пункт | Статус | Населення, осіб (2001) | Населення, осіб (2011) |
| --------------- | ------ | ---------------------- | ---------------------- |
| Дакор           | місто  | 23784                  | -                      |
| Кападвандж      | місто  | 43921                  | -                      |
| Кхеда           | місто  | 24034                  | 218150                 |
| Махемдавад      | місто  | 30769                  | -                      |
| Махудха         | місто  | 15780                  | -                      |
| Надьяд          | місто  | 192799                 | -                      |
| Чакласі         | місто  | 36041                  | -                      |

## ОкругМахісагар
| Населений пункт | Статус | Населення, осіб (2001) | Населення, осіб (2011) |
| --------------- | ------ | ---------------------- | ---------------------- |
| Баласінор       | місто  | 33704                  | -                      |
| Лунавада        | місто  | 33381                  | -                      |
| Сантрампур      | місто  | 15781                  | -                      |

## ОкругМахесана
| Населений пункт | Статус   | Населення, осіб (2001) | Населення, осіб (2011) |
| --------------- | -------- | ---------------------- | ---------------------- |
| Аамбаліясан     | містечко | 6736                   | -                      |
| Ваднагар        | місто    | 25041                  | -                      |
| Віджапур        | місто    | 24805                  | -                      |
| Віснагар        | місто    | 65826                  | -                      |
| Каді            | місто    | 56241                  | -                      |
| Кхералу         | місто    | 20143                  | -                      |
| Махесана        | місто    | 98987                  | 184133                 |
| Унджха          | місто    | 53868                  | -                      |

## ОкругМорві
| Населений пункт | Статус | Населення, осіб (2001) | Населення, осіб (2011) |
| --------------- | ------ | ---------------------- | ---------------------- |
| Морві           | місто  | 0                      | 188278                 |
| Ванканер        | місто  | 0                      | -                      |
| Халвад          | місто  | 24323                  | -                      |

## ОкругНармада
| Населений пункт | Статус   | Населення, осіб (2001) | Населення, осіб (2011) |
| --------------- | -------- | ---------------------- | ---------------------- |
| Кевадія         | містечко | 12705                  | -                      |
| Раджпіпла       | місто    | 34923                  | -                      |
| Вадія           | містечко | 4479                   | -                      |

## ОкругНавсарі
| Населений пункт | Статус   | Населення, осіб (2001) | Населення, осіб (2011) |
| --------------- | -------- | ---------------------- | ---------------------- |
| Аанталія        | містечко | 4989                   | -                      |
| Білімора        | місто    | 51087                  | -                      |
| Віджалпор       | місто    | 53912                  | -                      |
| Гандеві         | містечко | 15843                  | -                      |
| Девсар          | містечко | 8869                   | -                      |
| Джалалпоре      | містечко | 16246                  | -                      |
| Махувар         | містечко | 9715                   | -                      |
| Навсарі         | місто    | 134009                 | 160100                 |
| Чікхлі          | містечко | 6953                   | -                      |

## ОкругПанч-Махал
| Населений пункт | Статус   | Населення, осіб (2001) | Населення, осіб (2011) |
| --------------- | -------- | ---------------------- | ---------------------- |
| Годхра          | місто    | 121852                 | 143126                 |
| Калол           | місто    | 24689                  | -                      |
| Калол           | містечко | 668                    | -                      |
| Халол           | місто    | 41108                  | -                      |

## ОкругПатан
| Населений пункт | Статус | Населення, осіб (2001) | Населення, осіб (2011) |
| --------------- | ------ | ---------------------- | ---------------------- |
| Патан           | місто  | 112038                 | 125502                 |
| Радханпур       | місто  | 32076                  | -                      |
| Сідхпур         | місто  | 53581                  | -                      |
| Харідж          | місто  | 18388                  | -                      |
| Чанасма         | місто  | 15819                  | -                      |

## ОкругПорбандар
| Населений пункт | Статус   | Населення, осіб (2001) | Населення, осіб (2011) |
| --------------- | -------- | ---------------------- | ---------------------- |
| Аадітяна        | містечко | 17237                  | -                      |
| Кутіяна         | місто    | 17108                  | -                      |
| Порбандар       | місто    | 133083                 | 152136                 |
| Ранавав         | місто    | 24202                  | -                      |
| Чхая            | місто    | 38525                  | -                      |

## ОкругРаджкот
| Населений пункт  | Статус   | Населення, осіб (2001) | Населення, осіб (2011) |
| ---------------- | -------- | ---------------------- | ---------------------- |
| Бхаявадар        | містечко | 18246                  | -                      |
| Гондал           | місто    | 95991                  | 112064                 |
| Джасдан          | місто    | 39041                  | -                      |
| Джетпур-Навагадх | місто    | 104311                 | 118550                 |
| Дхораджі         | місто    | 80807                  | -                      |
| Паддхарі         | містечко | 9225                   | -                      |
| Раджкот          | місто    | 966642                 | 1286995                |
| Уплета           | місто    | 55341                  | -                      |

## ОкругСабаркантха
| Населений пункт | Статус | Населення, осіб (2001) | Населення, осіб (2011) |
| --------------- | ------ | ---------------------- | ---------------------- |
| Ідар            | місто  | 29567                  | -                      |
| Кхедбрахма      | місто  | 25547                  | -                      |
| Прантідж        | місто  | 22306                  | -                      |
| Талод           | місто  | 17472                  | -                      |
| Хіматнагар      | місто  | 58267                  | -                      |

## ОкругСурат
| Населений пункт | Статус   | Населення, осіб (2001) | Населення, осіб (2011) |
| --------------- | -------- | ---------------------- | ---------------------- |
| Бардолі         | місто    | 51963                  | -                      |
| Іччхапор        | містечко | 8291                   | -                      |
| Кадодара        | містечко | 14819                  | -                      |
| Косамба         | містечко | 13548                  | -                      |
| Лімла           | містечко | 6622                   | -                      |
| Парват          | містечко | 20694                  | -                      |
| Сачін (І)       | містечко | 11873                  | -                      |
| Сачін (ІІ)      | містечко | 3293                   | -                      |
| Саян            | містечко | 12856                  | -                      |
| Сурат           | місто    | 2433787                | 4462002                |
| Укаї            | містечко | 10858                  | -                      |
| Ун              | містечко | 28761                  | -                      |
| Утран           | містечко | 12894                  | -                      |
| Хаджіра         | містечко | 2137                   | -                      |
| Чалтхан         | містечко | 12746                  | -                      |
| Чхапрабхатха    | містечко | 23411                  | -                      |

## ОкругСурендранагар
| Населений пункт        | Статус   | Населення, осіб (2001) | Населення, осіб (2011) |
| ---------------------- | -------- | ---------------------- | ---------------------- |
| Вадхван                | місто    | 61739                  | -                      |
| Дхрангадхра            | місто    | 70653                  | -                      |
| Кхаракхода             | містечко | 10927                  | -                      |
| Лімбді                 | місто    | 40067                  | -                      |
| Сурендранагар-Дудхредж | місто    | 156417                 | 177827                 |
| Тхангадх               | місто    | 36877                  | -                      |

## ОкругТапі
| Населений пункт | Статус | Населення, осіб (2001) | Населення, осіб (2011) |
| --------------- | ------ | ---------------------- | ---------------------- |
| В'яра           | місто  | 36213                  | -                      |
| Сонгадх         | місто  | 22426                  | -                      |

## ОкругЧхота-Удаїпур
| Населений пункт | Статус   | Населення, осіб (2001) | Населення, осіб (2011) |
| --------------- | -------- | ---------------------- | ---------------------- |
| Боделі          | містечко | 10494                  | -                      |
| Чхота-Удаїпур   | місто    | 22987                  | -                      |